# Mizukagami
Mizukagami (水鏡? letteralmente: "Specchio dell'acqua") è un racconto storico giapponese (歴史物語?, rekishi monogatari) tra la fine del periodo Heian e l'inizio del periodo Kamakura, che si crede che sia stato scritto intorno al 1195. È attribuito a Nakayama Tadachika (1131–1195) o a Minamoto no Masayori (1127–1190), ma in realtà l'autore è sconosciuto. Composto di tre capitoli (maki) è il terzo libro della collana dei Quattro specchi (四鏡 o しきょう?, Shikyō).

## Panoramica
Il Mizukagami fa parte, con i tre monogatari Ōkagami ("Grande specchio"), Imakagami ("Specchio dell'oggi") e Masukagami ("Specchio chiaro"), dei Quattro specchi (kagamimono). Racconta in ordine cronologico di 57 generazioni cominciando con il leggendario Jimmu Tennō. Il racconto è collocato in un'azione di cornice.  in eine Rahmenhandlung eingebettet. Una vecchia monaca di 73 anni, che si ferma per una notte all'Hase-dera, narra a un giovane monaco del racconto di un vecchio eremita, che la monaca descrive. I fatti riportati nel Mizukagami sono tratti in gran parte dall'opera Fusō Ryakuki (扶桑略記, 1094) del monaco Kōen (皇円) entnommen.